# Развој рекорда европских првенстава у атлетици у дворани — 60 метара за жене
Прво Европско првенство у атлетици у дворани одржано је у Бечу 1970. године. Европски комитет ИААФ од 1966. до 1969. организовао је 4 европска такмичења у атлетици под називом "Европске игре у дворани“. Та такмичења се не рачунају у европска првенства.
Рекордерка Европских игара у дворани на 60 метара за жене била је Маргит Марко—Немешхази из Мађарске резултатом 7,2 секуде, постнутим на 1. Европским играма у дворани 1966. одржаноим у Дортмунду 27. марта 1988.
Рекорди европских првенстава у дворани воде се од 1. Европског првенства у дворани одржаном у Бечу 1970. На два првенства (1972. и 1981.) због мањих димензија дворане, уместо трке на 60 метара одржана је трка на 50 метара,
Актуелни рекордерка европских првенства је Нели Куман из Холандије са рекордом од 7,00 секунда постигнутим у Мадриду на Европском првенству у дворани 1986, који је у трентку постизања био и светски рекорд.
Од 3. Европског првенства у дворани 1973. уведено је мерење резултата електронским путам ЕАА за ове дисцилине признаје само резултате мерене електронски и приказаном времену на стотинке секунде.
Ово је преглед рекорда европских првенстава у дворани у трци на 60 метара за жене. Резултати су дати у секундама.
Трка на 60 метара
| Резултат | Име                  | Дат. рођ.         | Земља           | Место                         | Датум             | ЕП                       | Детаљи |
| -------- | -------------------- | ----------------- | --------------- | ----------------------------- | ----------------- | ------------------------ | ------ |
| 7,3      | Ренате Мајснер       | 20. август 1949.  | Источна Немачка | Беч, Аустрија                 | 15. март 1970.    | 1. ЕПд 1970. кв.         | [ 1 ]  |
| 7,3      | Ренате Мајснер       | 20. август 1949.  | Источна Немачка | Софија, Бугарска              | 14. март 1971.    | 2. ЕПд 1971.             | [ 2 ]  |
| 7,34     | Петра Кандар         | 20. август 1949.  | Источна Немачка | Ротердам, Холандија           | 11. март 1973.    | 4. ЕПд 1973. кв.         | [ 3 ]  |
| 7,33     | Петра Кандар         | 20. август 1949.  | Источна Немачка | Ротердам, Холандија           | 11. март 1973.    | 4. ЕПд 1973. пф. 1. гр.  | [ 4 ]  |
| 7,29     | Анегрет Рихтер       | 13. октобар 1950. | Западна Немачка | Ротердам, Холандија           | 11. март 1973.    | 4. ЕПд 1973. пф. 2. гр.  | [ 4 ]  |
| 7,27     | Анегрет Рихтер       | 13. октобар 1950. | Западна Немачка | Ротердам, Холандија           | 11. март 1973.    | 4. ЕПд 1973. фин.        | [ 5 ]  |
| 7,24     | Ирена Шевинска       | 24. мај 1946.     | Пољска          | Гетеборг, Шведска             | 10. март 1974.    | 5. ЕПд 1974. кв.         | [ 6 ]  |
| 7,22     | Мона Лиса Пурсиајнен | 21. јун 1951.     | Финска          | Гетеборг, Шведска             | 10. март 1974.    | 5. ЕПд 1974. пф.         | [ 7 ]  |
| 7,16     | Ренате Штехер        | 12. мај 1950.     | Источна Немачка | Гетеборг, Шведска             | 10. март 1974.    | 5. ЕПд 1974. фин.        | [ 8 ]  |
| 7,12     | Марлис Гер           | 21. март 1958.    | Источна Немачка | Милано, Италија               | 12. март 1978.    | 9. ЕПд 1978. фин.        | [ 9 ]  |
| 7,11     | Софка Попова         | 15. август 1953.  | Бугарска        | Зинделфинген, Западна Немачка | 2. март 1980.     | 11. ЕПд 1980. пф. и фин. | [ 10 ] |
| =7,11    | Марлис Гер           | 21. март 1958.    | Источна Немачка | Милано, Италија               | 7. март 1962.     | 13. ЕПд 1982. фин.       | [ 11 ] |
| 7,09     | Марлис Гер           | 21. март 1958.    | Источна Немачка | Будимпешта, Мађарска          | 6. март 1983.     | 14. ЕПд 1983. фин.       | [ 12 ] |
| 7,00     | Нели Куман           | 6. јун 1964.      | Холандија       | Мадрид, Италија               | 23. фебруар 1986. | 17. ЕПд 1986. фин.       | [ 13 ] |

## Ререренце
1. ↑  Резултати квалификација трке на 60 м ЕП 1970 maik-richter
2. ↑  Резултати финала трке на 60 м ЕП 1971 maik-richter
3. ↑  Резултати квалификација трке на 60 м ЕП 1973 maik-richter
4. ↑  Резултати полуфиналних трка на 60 м ЕП 1973 maik-richter
5. ↑  Резултати финалне трке на 60 м ЕП 1973 maik-richter
6. ↑  Резултати квалификација трке на 60 м ЕП 1974 maik-richter
7. ↑  Резултати полуфиналне трке на 60 м ЕПд 1974. maik-richter
8. ↑  Резултати финалне трке на 60 м ЕП 1974 maik-richter
9. ↑  Резултати финалне трке на 60 м ЕПд 1978. maik-richter
10. ↑  „Резултати финалне трке на 60 м ЕПд 1980. maik-richter”. Архивирано из оригинала 10. 04. 2016. г. Приступљено 30. 04. 2019.
11. ↑  Резултати финалне трке на 60 м ЕПд 1982. maik-richter
12. ↑  Резултати финалне трке на 60 м ЕПд 1983. maik-richter
13. ↑  Резултати финалне трке на 60 м ЕПд 1986. maik-richter

÷== Спољашње везе ==
- Резултати ЕП у дворани на сајту ЕАА